# 俄罗斯宪法日
憲法日（俄文：День Конституции）是俄羅斯的公共假日，定於每年12月12日。它紀念俄羅斯最高蘇維埃於1993年通過俄羅斯憲法。在2005年以前憲法日假日，後定為工作假期。
在莫斯科和聖彼得堡會舉行官方儀式和煙火表演慶祝憲法日。